# Докер (кинофестиваль)
Докер — московский международный фестиваль документального кино, проходящий в Москве с 2015 года.

## История создания

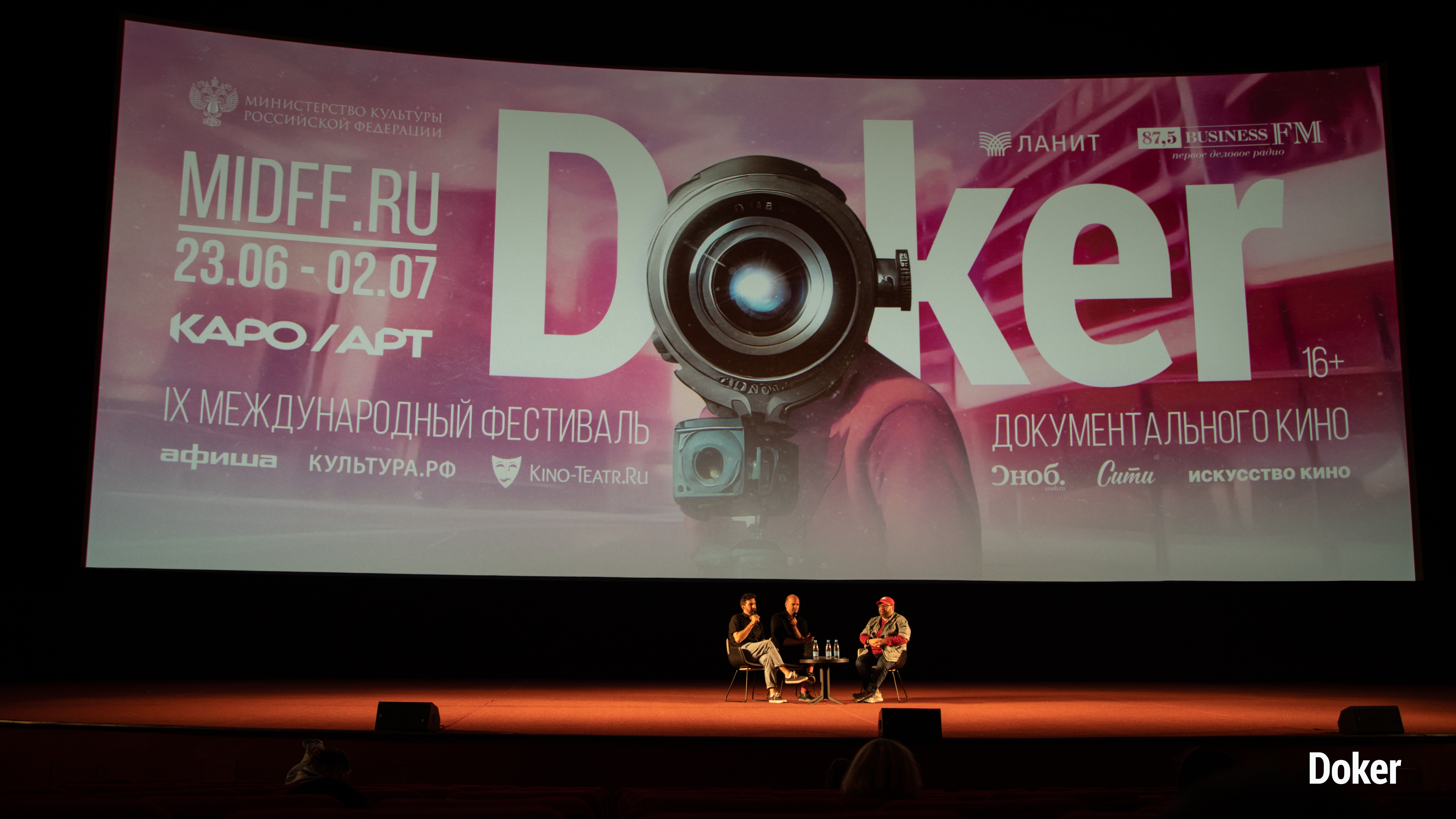
Обсуждение фильма в большом зале кинотеатр «Октябрь»

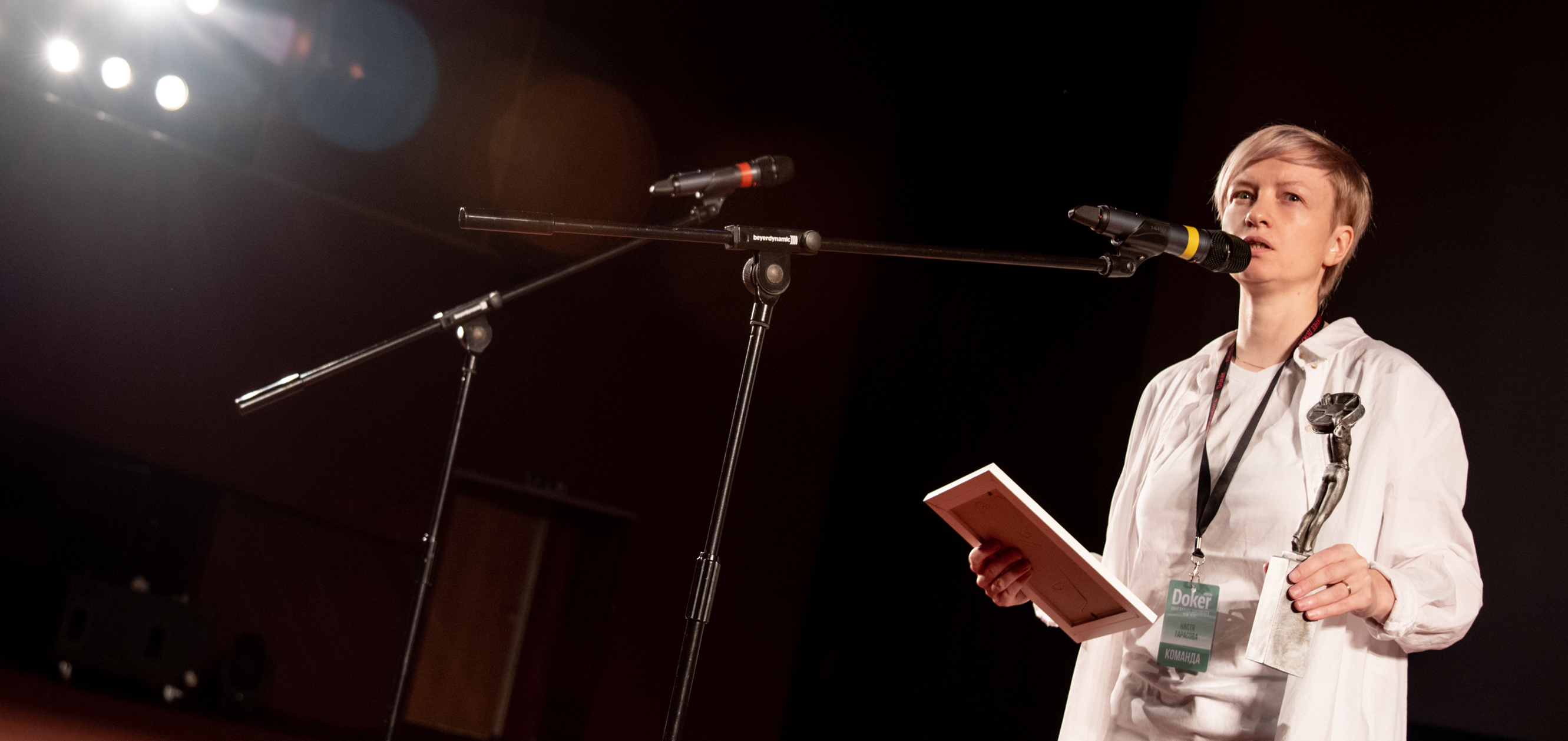
Программный директор «Докера» Настя Тарасова

Международный фестиваль документального кино «Докер» вырос из проекта показов авторского неигрового кино «Докер», название которого появилось из-за профессионального термина «док». Им режиссёры-документалисты обозначают свои работы.
Проект был создан в начале 2011 года группой единомышленников для продвижения современного авторского документального кино в Москве и других городах России. В 2011 году Ирина Шаталова, Игорь Морозов и Настя Тарасова, продюсеры и режиссёры документальных фильмов, стали организовывать в Москве и других городах России показы авторского неигрового кино. С 2011 по 2015 год в разных городах России было проведено более 300 смотров документального кино.
Постоянными партнёрами фестиваля являются ГК Ланит, ИД Коммерсант, Афиша, Центр документального кино, Министерство Культуры РФ и многие другие.

## Докер-2015
Первый фестиваль документального кино «Докер» прошёл с 22 по 26 мая 2015 года в Москве в кинотеатре «Домжур» на Никитском бульваре. В программе фестиваля было 45 фильмов из 32 стран.
Фестиваль был разделен на 3 программы: основной конкурс с полнометражными фильмами, конкурс короткого документального метра и специальная программа «КИНО в КИНО», то есть фильмы о процессе съемки, о режиссёрах. Председателем основного конкурса был известный российский документалист Виктор Косаковский.
С 30 октября по 1 ноября 2015 года в кинотеатре «Иллюзион» проходил второй этап фестиваля, на котором были показаны фильмы-лауреаты.

## Докер-2016
Международный фестиваль документального кино «Докер-2016» прошёл в Москве с 19 по 24 мая. Девизом-хештегом фестиваля была выбрана фраза #ДокСпасётМир. В фестивале приняли участие 40 фильмов из 33 стран, представляющих 5 континентов. Показы проходили в киноцентре «КАРО 11 Октябрь» и Летнем кинотеатре «Музеон».
Российское кино на фестивале «Докер-2016» было представлено четырьмя работами: «Собиратели Морской Травы» (Мария Мурашова), «Два детства» (Владимир Головнев), «Intro» (Юлия Панасенко), «Норильск от первого лица» (Александр Расторгуев, Алексей Пивоваров).
Номинации фестиваля «Докер-2016»: «Лучший фильм» (Гран При), «Лучшая режиссура», «Лучшая операторская работа», «Лучший монтаж», «Лучший звук», «Лучший IT фильм», «Лучший короткометражный фильм», «Приз зрителей». В номинации «Лучший фильм» победили полнометражные ленты «Парк Ленина» Карлоса Миньона и Ициар Лиманс (Мексика, Франция, Куба) и «Ореховое дерево» Аммара Азиза (Пакистан).

## Докер-2017
Третий Международный кинофестиваль документального кино «Докер-2017» прошел в Москве с 18 по 23 мая в кинотеатре «КАРО 11 Октябрь». Было представлено более 50 фильмов из 30 стран. На фестивале было две основные конкурсные программы: полнометражное кино и короткий метр.
Гран-при основного конкурса досталось южнокорейскому фильму «Возвращение к себе», который также был награждён за лучший монтаж. Награды за лучшую режиссуру и операторскую работу получила мексиканская лента «Чарро из Толукильи», режиссёром которой является Хосе Вильялобос Ромеро; главный герой фильма совершил визит в Москву . Лауреатом в категории «Лучший звук» стал фильм «Спокойная буря» Омара Раззака, созданный в совместном производстве Испании и Италии. За лучший короткометражный фильм был признан проект Сабины Терезы Эрл «День за днём» из Германии. Жюри отметило специальными призами фильмы «Черничные души» австрийского режиссёра Астры Золднере, «Изабелла Морра» француженки Изабель Пальяи и «Рабочий посёлок» российскому режиссёру Артёму Игнатьеву.
Приз зрительских симпатий получил израильский фильм «Вавилонские мечтатели» Романа Шумнова и датско-финская картина «Фейсбукистан» Якоба Готтштау.

## Докер-2018
Гран-при 4-го Международного фестиваля документального кино «Докер» был вручён фильму Эммануэля Гра «Макала», созданному в сотрудничестве Франции и Конго. Этот фильм также получил награду в категории «Лучший монтаж».
В состав жюри фестиваля вошли немецкий сценарист и режиссёр Ули Гаульке, российский кинематографист Владислав Опельянц, чешский дистрибьютор Диана Табаков, сербский режиссёр Борис Митич, кинокритик Василий Корецкий и польский звукооператор и продюсер Агнешка Яновска.

## Докер-2019
Пятый кинофестиваль «Докер» проходил с 3 по 8 апреля 2019 года, основным местом проведения мероприятия стал Московский киноцентр «Октябрь». Показы фильмов также проходили в четырёх других городах: Санкт-Петербурге, Новосибирске, Екатеринбурге и Ярославле.
В рамках фестиваля были представлены 50 документальных фильмов различных направлений; приняли участие около 30 гостей из разных стран, впервые была представлена программа «Док Терапия», в рамках которой работали психологи и психотерапевты.
Оценку работ участников основного конкурса осуществляло жюри, в состав которого вошли: документалист Томас Бальме (Франция), оператор Филипп Бабен дер Эрде (Германия) и продюсер Никита Карцев (Россия). В жюри конкурса короткометражного кино работали кинокритик Туэ Стин Мюллер (Дания), документалист Клаудия Тоси (Италия) и режиссёр Иван И. Твердовский (Россия).
Гран-при фестиваля получил фильм Ксении Елян «Хозяин оленей» , который стал единственной российской лентой в главном конкурсе. Фильм был снят в долганской общине, где проживает один из последних коренных народов, продолжающих вести традиционную кочевую жизнь на севере Сибири.

## Докер-2020
Шестой Международный фестиваль документального кино «Докер» прошёл в 5 городах с 21 по 30 августа. В 5 программах были показаны 47 фильмов из разных стран. На большинстве показов были организованы обсуждения с авторами и героями фильмов, которые по видеосвязи ответили на интересовавшие зрителей вопросы. В 2020 году жюри состояло из 6 известных документалистов: Хуберт Саупер, Войцех Старонь, Софья Капкова, Эстефан Вагнер, Эльза Кремзер и Анастасия Мирошниченко. К традиционному месту проведения фестиваля в Москве, киноцентру «Октябрь», прибавился Центр Документального Кино, в котором прошло несколько дополнительных показов вызвавших наибольший интерес зрителей фильмов. В рамках специальной программы ДОК терапия фестивалем были организованы дискуссии с известными психиатрами, психологами и психоаналитиками.
Фестиваль вызвал широкий отклик у ведущих российских кинокритиков: статьи о фильмах, показанных на ДОКере, были опубликованы в таких изданиях, как Forbes, ТАСС, RT, Snob, Коммерсант и других.

## Докер-2021
Седьмой по счёту фестиваль «Докер» проходил с 18 по 27 июня в Москве. Также показы фильмов из программы фестиваля параллельно проходили в Санкт-Петербурге, Казани, Калининграде и Ярославле. Всего в программе было представлено 50 документальных фильмов самых разных направлений из 30 стран мира. Это призёры и участники престижных киносмотров 2020—2021 годов (Берлинский и Венецианский МКФ, международный фестиваль в Торонто, фестивали неигрового кино IDFA в Амстердаме, Hot Docs, Dok Leipzig и т. д.).
Закрылся «Докер» 2021 картиной режиссёра Клэр Льюинс из Великобритании «Прекрасное: истории с космической станции». Фильм рассказывает о Международной космической станции с точки зрения участников экспедиции, для которых МКС стала домом. Премьеру посетили астронавты, принимавшие участие в съемках: Сергей Волков (Россия) и Саманта Кристофоретти (Италия). Позднее фильм вышел в отечественных онлайн-кинотеатрах.

## Докер-2022
Восьмой Международный фестиваль документального кино «Докер» представил московской публике 65 новых фильмов из 30 стран мира.
Гран-при был отмечен китайский фильм «Мистер Тан», посвященный реновации старых китайских городов глазами их обитателей. Оценивало конкурсные работы международное жюри во главе с режиссёром Сергеем Дворцевым (Казахстан — Россия). Также в жюри вошли оператор, сценарист и художник Зои Шмедерер (Германия), режиссёр-документалист и поэт Аммар Азиз (Пакистан), режиссёры Владимир Головнев (Россия), Камилла Родригез Триана (Колумбия) и Фариз Ахмедов (Азербайджан).

## Докер-2023

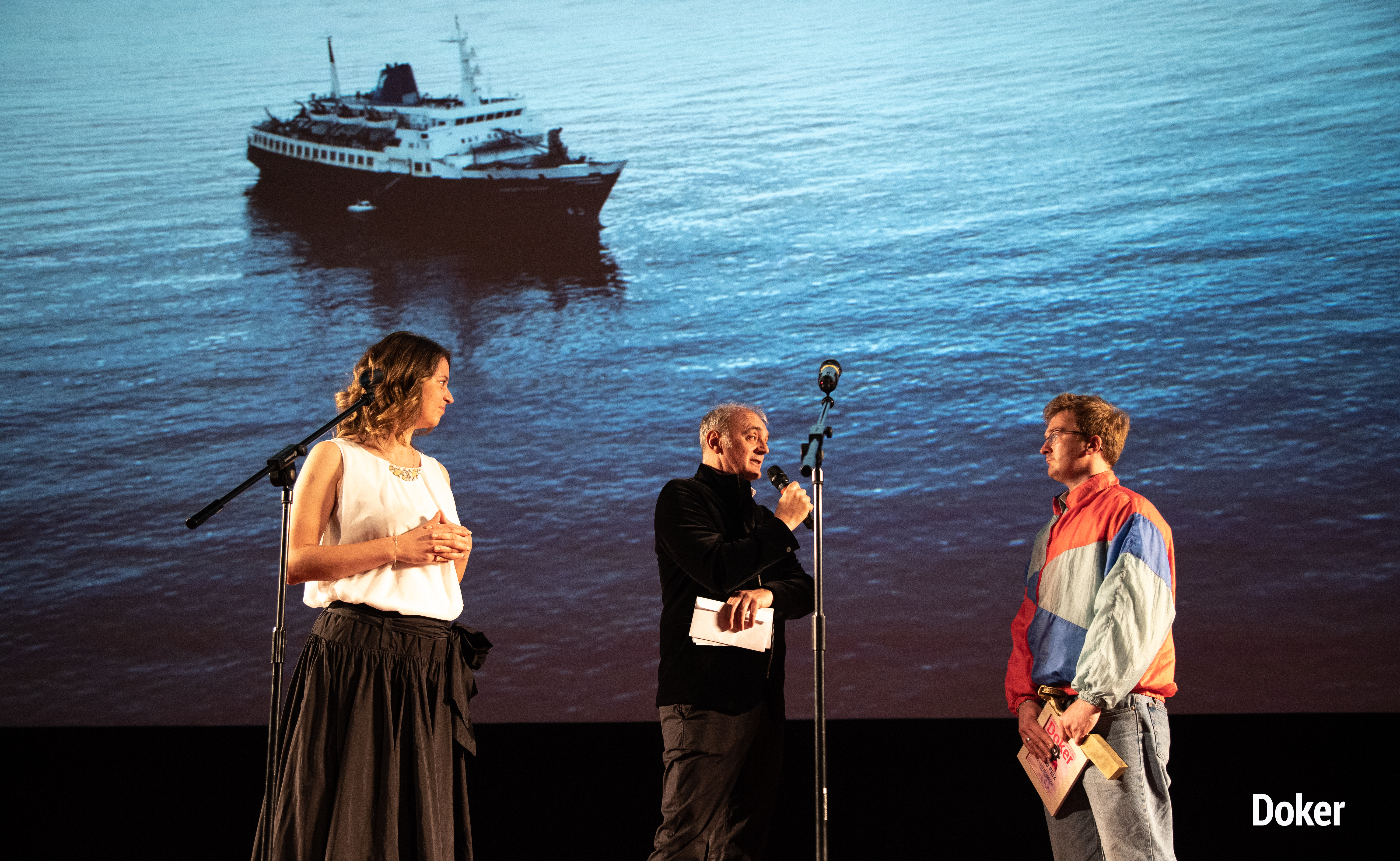
Вручение Гран-при фестиваля режиссёру Илье Желтякову

Девятый Международный фестиваль документального кино «Докер» прошёл с 23 июня по 2 июля в киноцентре «Октябрь». За десять дней зрители увидели и обсудили вместе с авторами, психологами и журналистами 40 новых фильмов из 20 стран мира, большинство из которых были показаны в России впервые.
Гран-при фестиваля получил отечественный фильм «Последний теплоход» Ильи Желтякова. В жюри фестиваля 2023 года вошли сербский режиссёр монтажа и звукорежиссёр Светолик Мича Зайц, работавший над большинством фильмов Эмира Кустурицы, режиссёр и оператор Ольга Стефанова, киновед из Кыргызстана Султан Усувалиев.
Позднее лучшие фильмы «Докера 2023» были представлены в Санкт-Петербурге на площадке Лендок с 2 по 13 октября и в Ярославле с 18 по 20 сентября на площадке "Киномакс «Аура».